# Törpekákás iszaptársulások

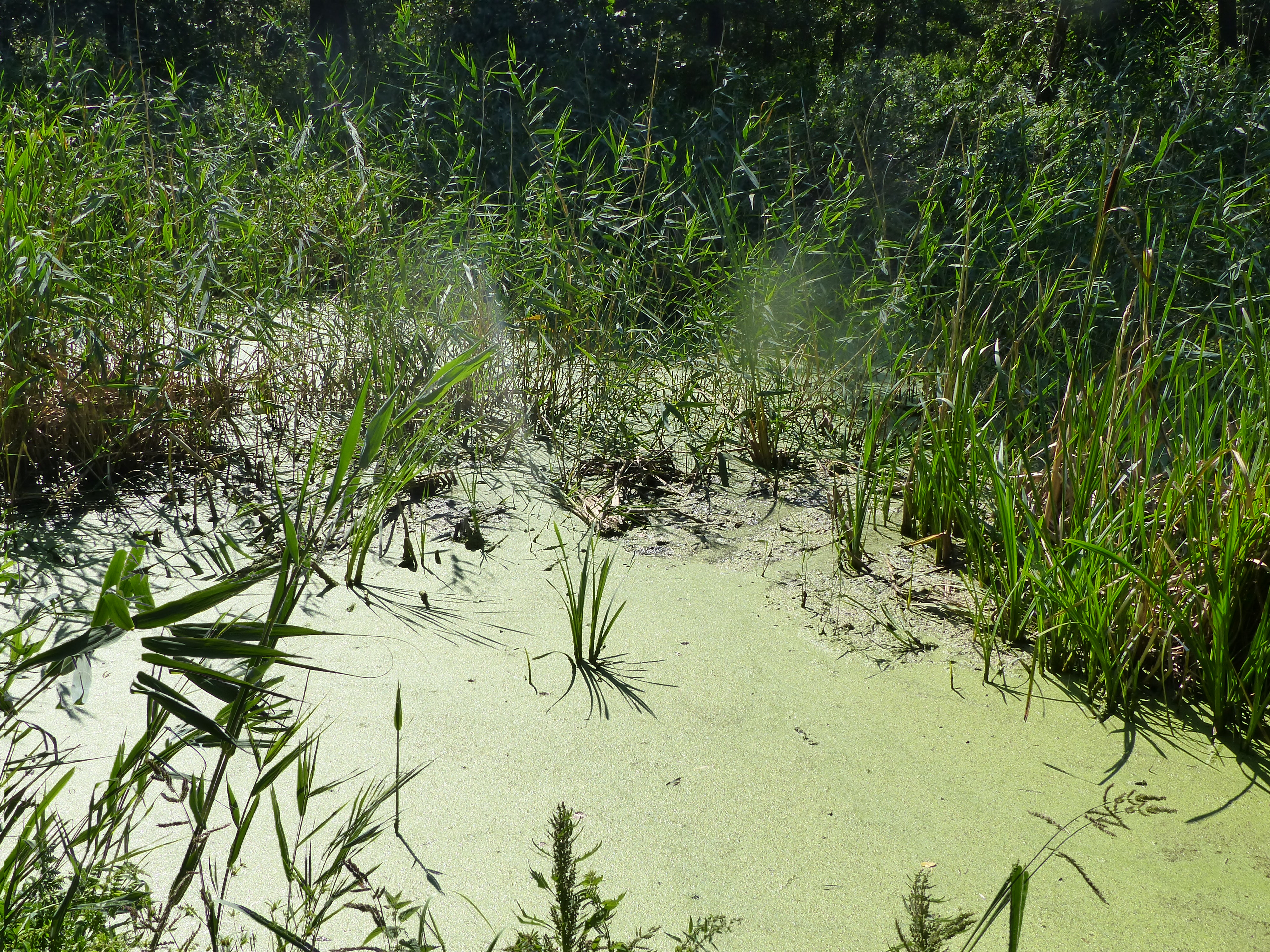
Törpe iszaptársulás

A törpekákás iszaptársulások (Isoëto-Nanojuncetea Br-Bl. et R. Tx. ex Westhoff & al. 1946) törpe termetű, egyéves növények többnyire rövid életű és változékony, kis kiterjedésű pionír társulásai. Ezek nyílt, változóan nedves talajon vagy zavart helyeken alakulnak ki, leginkább:
- a nagyobb folyók mentén,
- tavak szegélyének kiszáradó iszapjában,
- a mérsékelten szikes, efemer tavakban, például a rizsföldeken,
- szántók belvizes barázdáiban,
- mély fekvésű területek jármű vagy állat vágta nyomaiban,
- időszakosan átnedvesedő mélyedésekben,
- homok- és kavicsbányák sekély teknőiben stb.

Gyors kialakulásukban a bőséges vízellátás mellett jelentős szerepet játszik a talaj tápanyaggazdagsága is. Fajaik rövid tenyészidő alatt igen sok magot hoznak. Propagulumaikat rendszerint a víz hordja szét vagy a vízimadarak terjesztik. Csírázóképességüket éveken át megőrzik, és kedvező feltételek mellett rendkívül gyorsan csíráznak.

## Rendszertani felosztásuk
Az osztálynak Magyarországon egy rendjét ismerjük:
- törpekákások (Nanocyperetalia Klika 1935)